# Kavan Smith

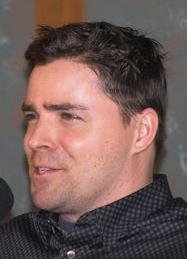
Kavan Smith (2008)

Kavan Smith (* 6. Mai 1970 in Edmonton, Alberta) ist ein kanadischer Schauspieler.

## Leben
Smith ging auf das Mount Royal College in Calgary, wo er seine Leidenschaft für die Schauspielerei entdeckte. Bevor er das erste Mal in Film und Fernsehen erschien, spielte der 1,75 m große Schauspieler in zahlreichen Theaterstücken mit. Einem internationalen Fernsehpublikum wurde er ab 2005 durch die wiederkehrende Rolle des Majors Evan Lorne in der populären Science-Fiction-Serie Stargate Atlantis bekannt. Weitere Nebenrollen spielte er 2006 unter anderem in den Serien Smallville, Battlestar Galactica oder 4400 – Die Rückkehrer. Sein Debüt im US-amerikanischen Kino absolvierte er im Jahr 2000 mit dem Part des Nicholas Willis in Brian De Palmas Mission to Mars, wo unter anderem Gary Sinise, Don Cheadle, Tim Robbins und Connie Nielsen seine Filmpartner waren.

## Filmografie (Auswahl)
- 1996: Titanic
- 1999: First Wave – Die Prophezeiung (First Wave, Fernsehserie, Folge 1x10)
- 2000: Mission to Mars
- 2001: Spot (See Spot Run)
- 2002: Smallville (Fernsehserie, Folge 1x13)
- 2003–2007: Stargate – Kommando SG-1 (Stargate SG-1, Fernsehserie, 2 Folgen)
- 2004–2007: 4400 – Die Rückkehrer (The 4400, Fernsehserie, 21 Folgen)
- 2004: Ein Engel für Eve (Eve’s Christmas)
- 2005–2008: Stargate Atlantis (Fernsehserie, 29 Folgen)
- 2008: Sanctuary – Wächter der Kreaturen (Sanctuary, Fernsehserie, 2 Folgen)
- 2008–2020: Supernatural (Fernsehserie, 4 Folgen)
- 2010: Shattered (Fernsehserie, Folge 1x05)
- 2010–2012: Eureka – Die geheime Stadt (Eureka, Fernsehserie, 21 Folgen)
- 2010: Red: Werewolf Hunter (Fernsehfilm)
- 2011: Space Transformers – Angriff aus dem All (Iron Invader, Fernsehfilm)
- 2011: The Killing Game (Fernsehfilm)
- 2012: Fairly Legal (Fernsehserie, Folge 2x02)
- 2013–2014: Rogue (Fernsehserie, 13 Folgen)
- seit 2015: Janette Oke: Die Coal Valley Saga (When Calls the Heart, Fernsehserie)
- 2015: Motive (Fernsehserie, 1 Folge)
- 2015: Mistresses (Fernsehserie, 4 Folgen)
- 2016: Dirk Gentlys holistische Detektei (Dirk Gently’s Holistic Detective Agency, Fernsehserie, 2 Folgen)